# Luca d'Andrea della Robbia
Luca d'Andrea della Robbia (Firenze, dopo 1482 – Parigi, dopo 17 febbraio 1547) è stato uno scultore italiano e frate domenicano.

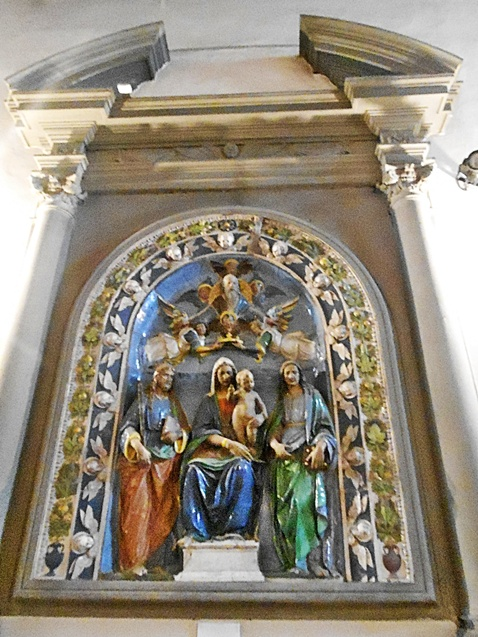
Madonna con bambino e santi (San Mauro a Signa)

A volte è anche chiamato Luca della Robbia il Giovane.

## Biografia
Luca d'Andrea della Robbia era uno dei sette figli dello scultore Andrea della Robbia e di sua moglie Giovanna di Piero di Ser Lorenzo di Paolo, nati tra il 1467 e il 1488. Fece pratica con suo padre e una delle sue commesse più importanti fu la fabbricazione di maioliche per le Logge di Raffaello. In un documento del settembre 1518 è chiamato "Frate", tanto che oggi si ritiene certo che egli, come i suoi fratelli Mattia e Paolo (come Fra Ambrogio e Fra Mattia), fosse entrato nell'ordine domenicano. Non si sa che fine abbiano fatto i fratelli Antonio (* 1467) e Francesco (* dopo il 1472). In seguito seguì il fratello Girolamo in Francia, dove ottenne l'esenzione fiscale nel 1546. Suo fratello maggiore Giovanni della Robbia (1469 - 1529 circa) era il terzogenito dei suoi genitori e aveva sostenuto il padre nel suo lavoro fin dalla tenera età.
D'Andrea della Robbia apparteneva alla terza generazione dell'importante famiglia fiorentina di artisti. Le sue opere sono solidamente eseguite e sono del tutto nella tradizione della bottega dei Della Robbia.

## Opere (selezione)
- Monte San Savino, Santa Chiara
  - Adorazione del Bambino (attribuito)
- San Mauro a Signa, Chiesa parrocchiale
  - Tabernacolo con l'Incoronazione di Maria
- Luogo sconosciuto
  - Busto di donna. 1530 (attribuito - all'asta alla Finarte Semenzato di Milano nel febbraio 2003)
  - Angelo del culto, aprile 2001 venduto presso Franco Semenzato a Venezia)
  - Cesto di frutta (15  dicembre 2001 venduto presso Franco Semenzato a Firenze)